# ニューポート・カウンティAFC
ニューポート・カウンティ・アソシエーション・フットボール・クラブ（英: Newport County Association Football Club）は、ウェールズの都市ニューポートを本拠地とするサッカークラブである。2022-2023シーズンはEFLリーグ2（4部相当）に所属。

## 概要
ニューポート・カウンティは本来、ウェールズのクラブチームではあるが、カーディフ・シティFCやスウォンジー・シティFC、レクサムFCのようにイングランドのリーグに参戦しているクラブのひとつである。
1920-21シーズンからイングランドのリーグであるイングリッシュ・フットボールリーグに参戦。1930-31シーズンに一度地域リーグへ降格するも1年後にフットボールリーグへと復帰した。1938-39シーズンにサードディビジョン・サウスで優勝し、初の2部昇格。しかし大戦後の1946-47シーズンに降格。2部以上のディビジョンに所属したのは僅か1シーズンのみである。
4部に所属していた1979-80シーズンに3部昇格とウェールズのカップ戦であるウェルシュカップ初優勝を果たす。翌シーズンにはUEFAカップウィナーズカップに出場。ベスト8まで勝ち上がったが、準々決勝で東ドイツのFCカールツァイス・イェーナに敗れた。
1987-88シーズンに5部降格。その後に財政難でチームは一度解散し、地域リーグから再スタートを切ったが、2012-13シーズンには5部で3位の順位まで到達し、昇格プレーオフを勝ち上がり4部昇格。25年ぶりにフットボールリーグへと復帰した。
これまでの最高位は1946-47シーズンの2部22位。FAカップ、EFLカップの最高成績はいずれもベスト16まで。ウェールズ第4のクラブであるが、ウェルシュカップでは1度の優勝にとどまっている。

## クラブ各種記録
一試合最多観客動員数
- 24,268人 vs カーディフ・シティ フットボールリーグ・サードディヴィジョン・サウス 1937.10.16

一試合最多得点勝利試合(リーグ)
- 10-0 vs マーサー・タウン 1930.4.10

一試合最多失点敗戦試合(リーグ)
- 0-13 vs ニューカッスル・ユナイテッド 1946.10.5

一試合最多得点勝利試合(FAカップ)
- 7-0 vs ウォーキング 1928.11.24

一試合最多失点敗戦試合(FAカップ)
- 1-8 vs ブライトン&ホーヴ・アルビオン 1955.9.19

一試合最多得点勝利試合(リーグカップ)
- 8-1 vs エクセター・シティ 1982.9.14

一試合最多失点敗戦試合(リーグカップ)
- 0-5 vs スウォンジ・シティ 1978.8.15

## タイトル

### 国内タイトル
- フットボールリーグ・サードディヴィジョン・サウス:1回

1939
- サウザンリーグ・ミッドランドディヴィジョン:1回

1995
- ヘレニックリーグ:1回

1990
- ヘレニックリーグ・リーグカップ:1回

1990
- Monmouthshire/Gwent Senior Cup:25回

1921, 1922, 1923, 1924, 1926
1928, 1932, 1936, 1954, 1958
1959, 1965, 1968, 1969, 1970
1972, 1973, 1974, 1997, 1998
1999, 2001, 2002, 2004, 2005
- グロスターシャー・シニアチャレンジカップ:1回

1994
- ハートフォードシャー・シニアカップ:1回

2000
- カンファレンス・サウス:1回

2009-2010

### 国際タイトル
- ウェリッシュカップ:1回

1980

## 過去の成績
| シーズン | ディビジョン               | ディビジョン | ディビジョン | ディビジョン | ディビジョン | ディビジョン | ディビジョン | ディビジョン | ディビジョン | FAカップ      | EFLカップ | 欧州カップ/その他                  | 欧州カップ/その他 | 最多得点者 | 最多得点者 |
| シーズン | リーグ                     | 試           | 勝           | 分           | 敗           | 得           | 失           | 点           | 順位         | FAカップ      | EFLカップ | 欧州カップ/その他                  | 欧州カップ/その他 | 選手       | 得点数     |
| -------- | -------------------------- | ------------ | ------------ | ------------ | ------------ | ------------ | ------------ | ------------ | ------------ | ------------- | --------- | ---------------------------------- | ----------------- | ---------- | ---------- |
| 2010–11  | カンファレンス・ナショナル | 46           | 18           | 15           | 13           | 78           | 60           | 69           | 9位          | 予選4回戦敗退 |           |                                    |                   |            |            |
| 2011–12  | カンファレンス・ナショナル | 46           | 11           | 14           | 21           | 53           | 65           | 47           | 19位         | 1回戦敗退     |           |                                    |                   |            |            |
| 2012–13  | カンファレンス・ナショナル | 46           | 25           | 10           | 11           | 85           | 60           | 85           | 3位          | 予選4回戦敗退 |           |                                    |                   |            |            |
| 2013–14  | フットボールリーグ2        | 46           | 14           | 16           | 16           | 56           | 59           | 58           | 14位         | 2回戦敗退     | 2回戦敗退 | フットボールリーグトロフィー       | 準決勝敗退        |            |            |
| 2014–15  | フットボールリーグ2        | 46           | 18           | 11           | 17           | 50           | 52           | 65           | 9位          | 1回戦敗退     | 1回戦敗退 | フットボールリーグトロフィー       | 1回戦敗退         |            |            |
| 2015–16  | フットボールリーグ2        | 46           | 10           | 13           | 23           | 43           | 64           | 43           | 22位         | 3回戦敗退     | 1回戦敗退 | EFLトロフィー                      | 1回戦敗退         |            |            |
| 2016–17  | EFLリーグ2                 | 46           | 12           | 12           | 20           | 51           | 73           | 48           | 22位         | 2回戦敗退     | 1回戦敗退 | EFLトロフィー                      | GS敗退            |            |            |
| 2017–18  | EFLリーグ2                 | 46           | 16           | 16           | 14           | 56           | 58           | 64           | 11位         | 4回戦敗退     | 2回戦敗退 | EFLトロフィー                      | GS敗退            |            |            |
| 2018-19  | EFLリーグ2                 | 46           | 20           | 11           | 15           | 59           | 59           | 71           | 7位          | 5回戦敗退     | 2回戦敗退 | EFLトロフィーリーグ2プレーオフ2019 | 2回戦敗退準優勝   |            |            |
| 2019-20  | EFLリーグ2                 | 36           | 12           | 10           | 14           | 32           | 39           | 46           | 14位         | 3回戦敗退     | 2回戦敗退 | EFLトロフィー                      | 準決勝敗退        |            |            |
| 2020-21  | EFLリーグ2                 | 46           | 20           | 13           | 13           | 57           | 42           | 73           | 5位          | 3回戦敗退     | 4回戦敗退 | EFLトロフィーリーグ2プレーオフ2021 | GS敗退準優勝      |            |            |
| 2021-22  | EFLリーグ2                 | 46           | 19           | 12           | 15           | 67           | 58           | 69           | 11位         | 1回戦敗退     | 2回戦敗退 | EFLトロフィー                      | GS敗退            |            |            |
| 2022-23  | EFLリーグ2                 | 46           |              |              |              |              |              |              | 位           |               |           | EFLトロフィー                      |                   |            |            |

## 歴代監督
- Peter Beadle 2005-2008
- Dean Holdsworth 2008-2011
- Anthony Hudson 2011
- ジャスティン・エディンバラ 2011-2015

## 歴代所属選手
- トレヴァー・フォード 1960-1961
- ジョン・オルドリッジ 1979–1984
- ディーン・ホールズワース 2007
- コナー・ワシントン 2012-2014